# Associação Gambiana de Voleibol
A Associação Gambiana de Voleibol  (em inglêsːGambia Volleyball Association, GVBA) é  uma organização fundada em 1972 que governa a pratica de voleibol na Gâmbia, sendo membro da Federação Internacional de Voleibol e da Confederação Africana de Voleibol, a entidade é responsável por  organizar  os campeonatos nacionais de  voleibol masculino e feminino no país.